# モンテカルロで乾杯
『モンテカルロで乾杯』（モンテカルロでかんぱい）は、1978年7月10日にちあき哲也作詞、筒美京平作曲、庄野真代の歌で発表されたポップスの楽曲である。
前作の大ヒット・ソング『飛んでイスタンブール』に続くリリース・シングル。庄野自身2番目のヒット曲となった。
「モンテカルロ」は西ヨーロッパ・モナコ公国の4つの地区（カルティエ）の1つ、同国の北東部・モナコ湾の北岸に位置する場所である。
イントロから間奏、後奏にわたってインド発祥の弦楽器「シタール」が使われて演奏されている。

## 収録曲
1. モンテカルロで乾杯
作詞:ちあき哲也／作曲・編曲:筒美京平
2. ターキッシュ・ムーン
作詞:ちあき哲也／作曲:筒美京平／編曲:船山基紀